# Conservatoire national des arts et métiers
Conservatoire national des arts et métiers је име за низ тела високог образовања у Француској, упоредивих са универзитетима. Основна разлика је да док француски универзитети морају прихватити све ученике, више школе немају ту обавезу. Ове институције могу да врше селекцију, па само одабрани студенти могу похађати студије. Друга разлика је да универзитети имају факултете, тако да је сваки факултет одговоран за једну грану студија, док више школе обично групишу сличне предмете у једној школи и немају факултете.

## Историјат
Садашња институција има своје корене у Conservatoire national des arts et métiers de l'an III стварене 1794.